# 紹泰
紹泰（しょうたい）は、南北朝時代の南朝梁において敬帝蕭方智の治世に使用された元号。555年 - 556年。

## 出来事
- 元年10月：天成より改元。
- 2年8月：太平に改元。

## 西暦・干支との対照表
| 紹泰 | 元年  | 2年   |
| 西暦 | 555年 | 556年 |
| 干支 | 乙亥  | 丙子  |